# Liste der Biografien/Fon
Liste der Biografien |
Portal Biografien |
Personensuche
# |
A |
B |
C |
D |
E |
F |
G |
H |
I |
J |
K |
L |
M |
N |
O |
P |
Q |
R |
S |
T |
U |
V |
W |
X |
Y |
Z |
?
 
Fa |
Fe |
Ff |
Fh |
Fi |
Fj |
Fk |
Fl |
Fm |
Fn |
Fo |
Fr |
Ft |
Fu |
Fy
 
Foa |
Fob |
Foc |
Fod |
Foe |
Fof |
Fog |
Foh |
Foi |
Foj |
Fok |
Fol |
Fom |
Fon |
Foo |
Fop |
For |
Fos |
Fot |
Fou |
Fov |
Fow |
Fox |
Foy |
Foz
Die Liste der Biografien führt alle Personen auf, die in der deutschsprachigen Wikipedia einen Artikel haben. Dieses ist eine Teilliste mit 442 Einträgen von Personen, deren Namen mit den Buchstaben „Fon“ beginnt.

## Fon
- Fôn Williams, Owain (* 1987), walisischer Fußballtorhüter

### Fona
- Fonagy, Peter (* 1952), englischer PsychoanalytikerPeter Fonagy (* 1952)

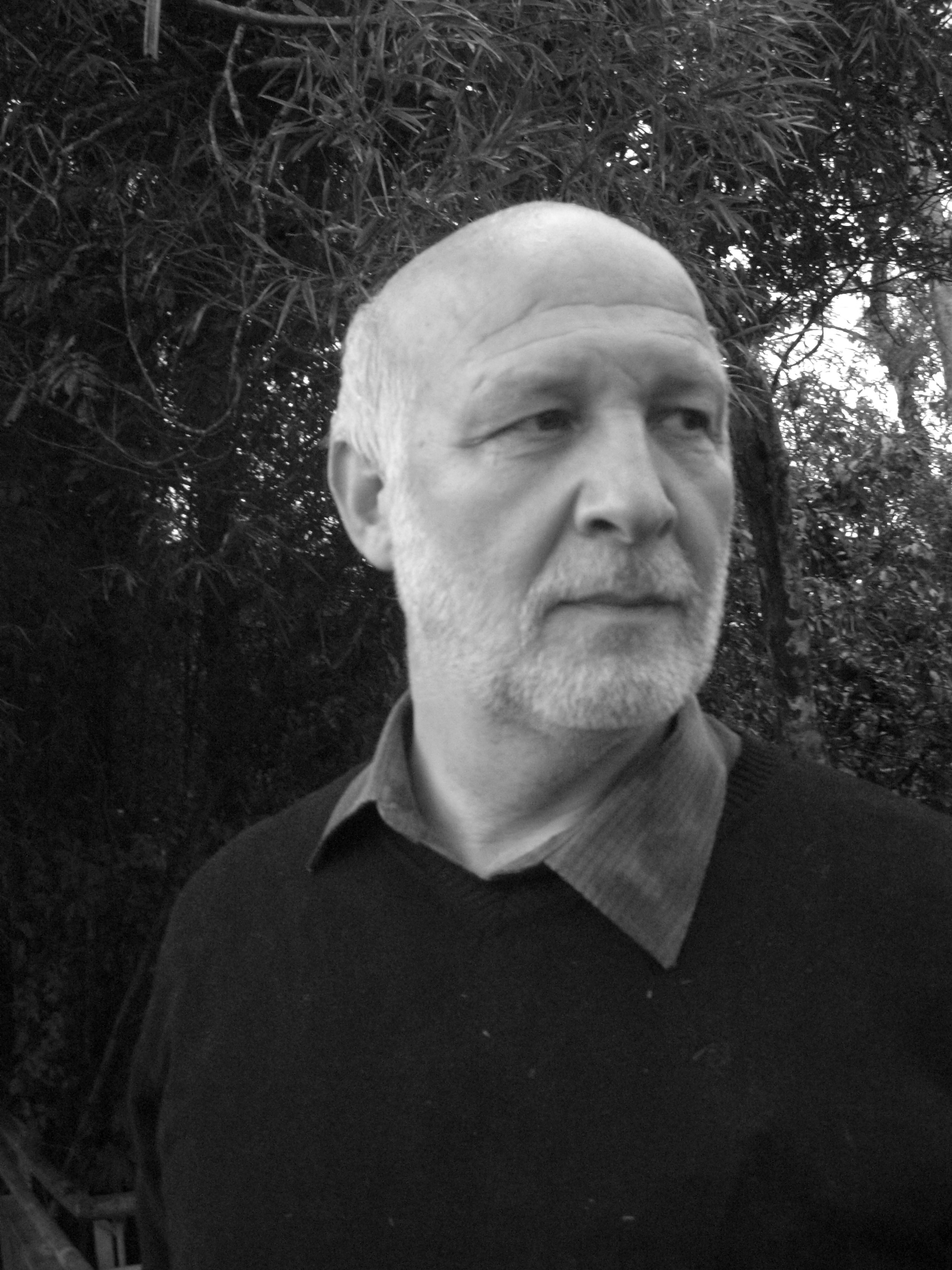
Peter Fonagy (* 1952)

- Fonatsch, Christa (* 1943), österreichische Humangenetikerin

### Fonb
- Fonblanque, Florence Gertrude de (1864–1949), englisch-britische Schauspielerin und Suffragette

### Fonc
- Foncemagne, Étienne Lauréault de (1694–1779), französischer Gelehrter
- Foncette, Adrian (* 1988), Fußballspieler aus Trinidad und Tobago
- Foncha, John Ngu (1916–1999), kamerunischer Politiker
- Fonck, Anton (1819–1898), deutscher Verwaltungsbeamter, Landrat und Parlamentarier
- Fonck, August (1868–1935), deutscher Oberstleutnant, Kolonialbeamter
- Fonck, Bernard (* 1973), belgischer Westernreiter
- Fonck, Catherine (* 1968), belgische Ärztin und Politikerin
- Fonck, Heinrich (1869–1933), deutscher Offizier und Kolonialverwalter
- Fonck, Jan († 1585), niederländischer Kleriker und Diplomat in spanischen Diensten; nominierter Bischof von Gent
- Fonck, Leopold (1865–1930), deutscher jesuitischer Theologe und Hochschullehrer
- Fonck, Martin Wilhelm (1752–1830), deutscher römisch-katholischer Geistlicher und Dompropst zu Köln
- Fonck, René (1894–1953), französischer Offizier und Jagdflieger

### Fond
- Fonda, Bridget (* 1964), US-amerikanische SchauspielerinBridget Fonda (* 1964)

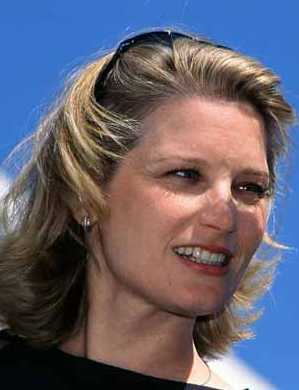
Bridget Fonda (* 1964)

- Fonda, Henry (1905–1982), US-amerikanischer Schauspieler
- Fonda, Jane (* 1937), US-amerikanische Schauspielerin
- Fonda, Joe (* 1954), US-amerikanischer Jazzbassist
- Fonda, Lorenzo (* 1979), italienischer Filmregisseur und Künstler
- Fonda, Olga (* 1982), russische Schauspielerin und Model
- Fonda, Peter (1940–2019), US-amerikanischer Schauspieler und Filmregisseur
- Fondacaro, Phil (* 1958), US-amerikanischer Schauspieler
- Fondaminski, Ilja Issidorowitsch (1880–1942), russischer Revolutionär
- Fondane, Benjamin (1898–1944), rumänisch-französischer Dichter, Dramatiker, Regisseur, Kritiker
- Fondard, Romain (* 1984), französischer Cyclocross- und Straßenradrennfahrer
- Fondato, Marcello (1924–2008), italienischer Filmregisseur und Drehbuchautor
- Fondato, Paolo (* 1947), italienischer Regisseur
- Fondell, Amanda (* 1994), schwedische Popsängerin
- Fondelli, Andrea (* 1994), italienischer Wasserballspieler
- Fonder, George (1917–1958), US-amerikanischer Formel-1-Fahrer
- Fondermann, Ritchy (* 1973), deutscher Musiker, Schriftsteller, Musik- und Videoproduzent
- Fondi, Gino (1920–1987), italienischer Radrennfahrer
- Fondi, Renato (1887–1929), italienischer Dichter, Musikkritiker und Essayist
- Fondja, Willy (* 1983), französischer Fußballspieler
- Fondriest, Maurizio (* 1965), italienischer RadrennfahrerMaurizio Fondriest (* 1965)

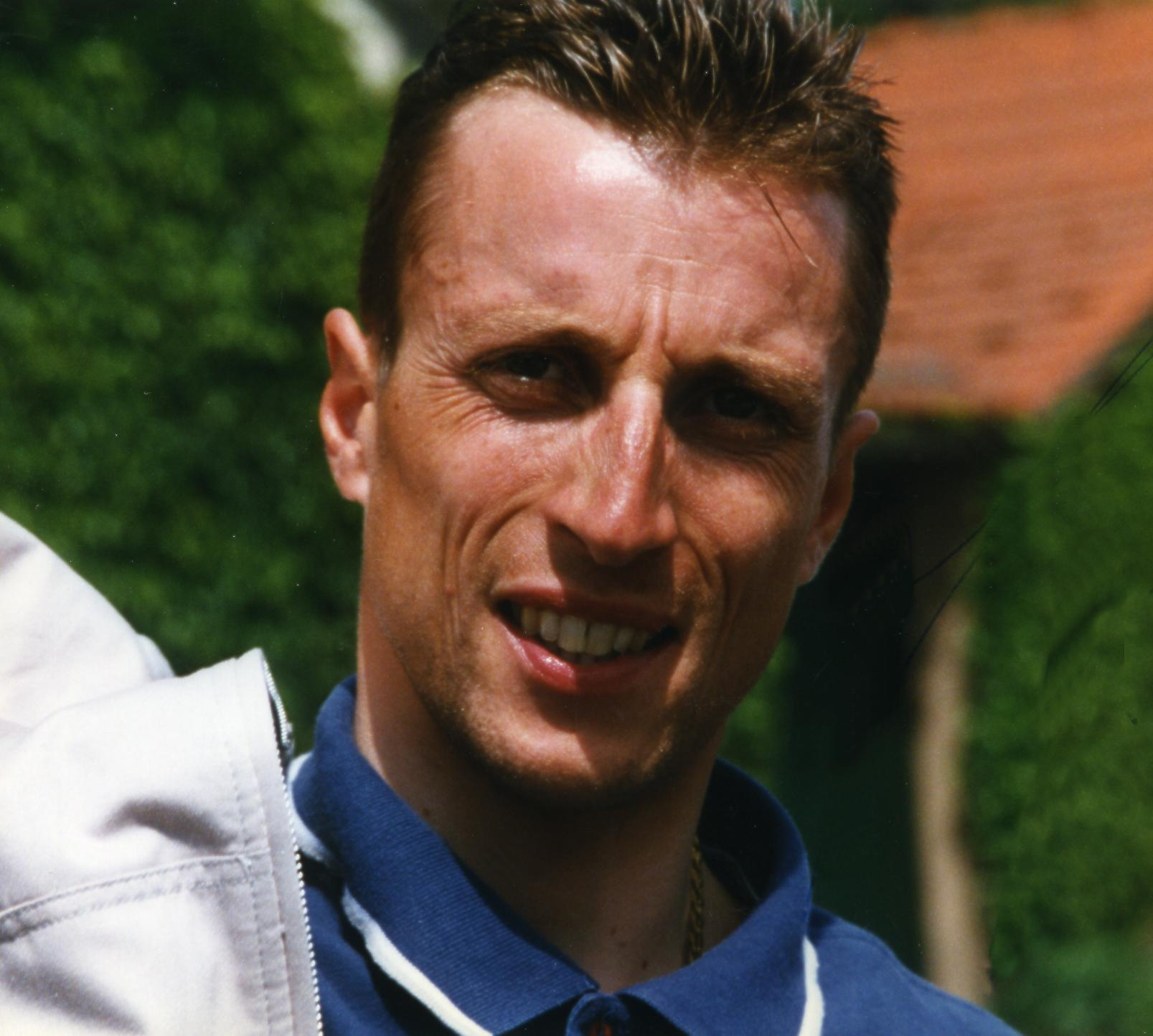
Maurizio Fondriest (* 1965)

- Fondse, Martin (* 1967), niederländischer Jazzmusiker (Piano, Arrangement, Komposition)
- Fonduli, Agostino, italienischer Bildhauer und Architekt der Renaissance
- Fondulli, Giovanni Paolo, italienischer Maler
- Fondy, Friedrich (1784–1866), deutscher Landrat, Mitglied der kurhessischen Ständeversammlung

### Fone
- Fonell, Ana (* 1949), deutsche Filmschauspielerin und Synchronsprecherin
- Foner, Eric (* 1943), US-amerikanischer Neuzeithistoriker
- Foner, Nancy (* 1945), US-amerikanische Soziologin
- Foner, Philip S. (1910–1994), US-amerikanischer Neuzeithistoriker
- Fones, Alfred (1869–1938), US-amerikanischer Zahnarzt

### Fonf
- Fonfara, Andrzej (* 1987), polnischer Boxsportler
- Fonfara, Rudolf (1887–1981), deutscher Fußballspieler, Funktionär und Unternehmer
- Fonfara, Teflon, deutscher Musiker
- Fonfé, Josef (* 1880), deutscher Unternehmer

### Fong
- Fong, Adderly (* 1990), hongkong-chinesischer Automobilrennfahrer
- Fong, Alex (* 1980), chinesischer Schwimmer, Schauspieler und Sänger
- Fong, Chew Yen (* 1981), malaysische Badmintonspielerin
- Fong, Dennis (* 1977), chinesisch-amerikanischer E-Sportler und Unternehmer
- Fong, Hiram (1906–2004), US-amerikanischer Politiker (Republikanische Partei)
- Fong, Keng Lam (* 1990), macauischer Eishockeyspieler
- Fong, Larry (* 1960), US-amerikanischer Kameramann
- Fong, Minh (* 1954), französischer Schriftsteller und Dichter
- Fong, Nellie (* 1949), hongkongische Politikerin, Gesundheitsaktivistin und Buchhalterin
- Fong, Nickson (* 1969), singapurischer Spezialeffektkünstler
- Fong, Vince (* 1979), US-amerikanischer Politiker der Republikanischen Partei
- Fong, Yee Pui (* 1991), chinesische Sprinterin (Hongkong)
- Fongaard, Bjørn (1919–1980), norwegischer Komponist, Gitarrist und Musikpädagoge
- Fongaro, Alessandro (* 1991), italienischer Jazzmusiker (Kontrabass)
- Fonghoro, Georges (1958–2016), malischer Geistlicher und römisch-katholischer Bischof von Mopti
- Fongi, Y. (1936–2012), deutscher Bildhauer, Zeichner, Objekt- und KonzeptkünstlerY. Fongi (1936–2012)

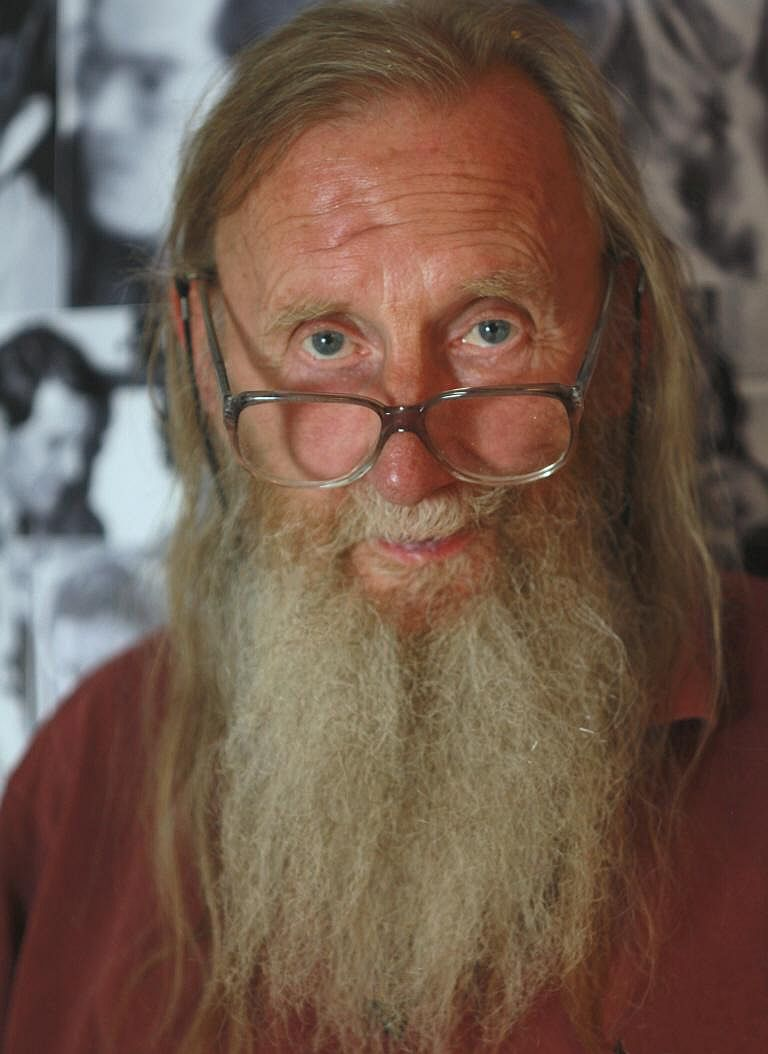
Y. Fongi (1936–2012)

- Fongmalayseng, Phakornkham (* 1988), laotischer Badmintonspieler
- Fongué, Eric (* 1991), Schweizer Basketballspieler
- Fongué, Rolf (* 1987), Schweizer Leichtathlet

### Fonh
- Fønhus, Mikkjel (1894–1973), norwegischer Schriftsteller

### Foni
- Foni, Alfredo (1911–1985), italienischer Fußballspieler und -trainer
- Fonin, Michail Michailowitsch (1905–1974), russischer Generalsekretär
- Fonio, Anton Christian (1881–1968), Schweizer Chirurg
- Fonio, Giovanni (* 1998), italienischer Tennisspieler

### Fonj
- Fonjallaz, Arthur (1875–1944), Schweizer Oberst, Politiker der Frontenbewegung
- Fonjallaz, Frédéric (1802–1858), Schweizer Politiker und Richter
- Fonjallaz, René (1907–1993), Schweizer Journalist, Faschist und Bobfahrer

### Fonk
- Fonk, Hanna (1905–1969), deutsche Porträt-, Landschafts- und Stilllebenmalerin
- Fonk, Peter (* 1955), deutscher katholischer Moraltheologe
- Fonk, Wilhelm (1896–1974), deutscher Politiker (Zentrum), MdR

### Fonl
- Fonlupt, François (* 1954), französischer Geistlicher, römisch-katholischer Erzbischof von Avignon

### Fonn
- Fonn, Maria Kjos (* 1990), norwegische Autorin und Schriftstellerin
- Fonne, Tönnies, Verfasser eines Handbuchs der Russischen Sprache
- Fonnesbæk, Thomas (* 1977), dänischer Jazzmusiker
- Fonnesbech, Christen Andreas (1817–1880), dänischer Staatsmann
- Fonnesbech-Sandberg, Elna (1892–1994), dänische Kunstsammlerin und Malerin

### Fono
- Fono, Fred (1962–2011), salomonischer Politiker, Abgeordneter und Minister
- Fonoimoana, Eric (* 1969), US-amerikanischer Beachvolleyballspieler und Olympiasieger
- Fonovich, János (1715–1806), Lehrer, Jesuit
- Fonovits, Hilda (1893–1954), österreichische Radiumforscherin

### Fonr
- Fonrabe, Maxym (* 1988), ukrainischer Bahn- und Straßenradrennfahrer

### Fons
- Fons, Jorge (1939–2022), mexikanischer Filmregisseur
- Fonsat, Yannick (* 1988), französischer Sprinter
- Fonsatti, Alexandra (* 1993), deutsch-italienische Schauspielerin
- Fonseca Carrillo, Ernesto (* 1930), mexikanischer Drogenhändler
- Fonseca e Costa, José (1933–2015), portugiesischer Filmregisseur und Filmschauspieler
- Fonseca Mora, Ramón (1952–2024), panamaischer Schriftsteller und RechtsanwaltRamón Fonseca Mora (1952–2024)

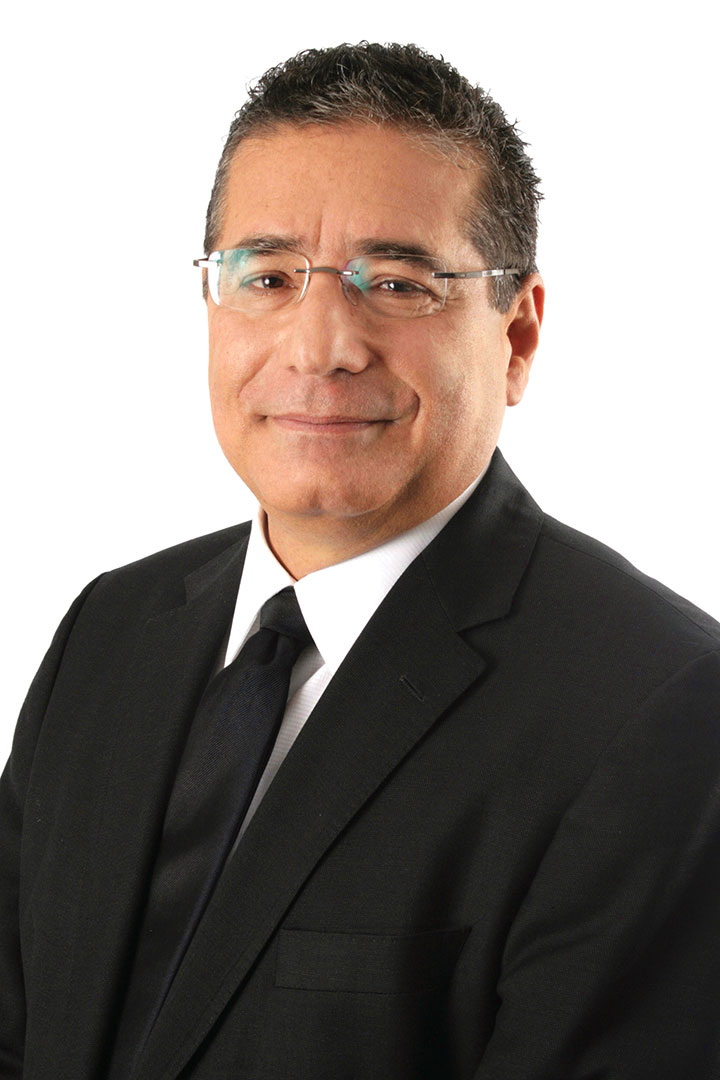
Ramón Fonseca Mora (1952–2024)

- Fonseca Nunes, Paulo César (* 1979), brasilianischer Fußballspieler
- Fonseca Pimentel, Eleonora (1752–1799), portugiesische Dichterin
- Fonseca, Ademar (1963–2017), brasilianischer Fußballtrainer
- Fonseca, Ademilde (1921–2012), brasilianische Sängerin des Choro
- Fonseca, Alexandra (* 1970), brasilianische Beachvolleyballspielerin
- Fonseca, Alonso I. de (1418–1473), Bischof von Ávila, Erzbischof von Sevilla und von Santiago de Compostela
- Fonseca, Alonso II. de (1440–1512), Erzbischof von Santiago de Compostela und von Sevilla
- Fonseca, Alonso III. de (1476–1534), Erzbischof von Santiago de Compostela und von Toledo
- Fonseca, Andy (* 1996), uruguayischer Fußballspieler
- Fonseca, António Valente da (1884–1972), portugiesischer Geistlicher und Bischof
- Fonseca, Armindo (* 1989), französischer Radrennfahrer
- Fonseca, Beatriz (* 1998), portugiesische Fußballspielerin
- Fonseca, Branquinho da (1905–1974), portugiesischer Schriftsteller
- Fonseca, Carlos (1936–1976), nicaraguanischer Revolutionär, Gründer der nicaraguanischen Befreiungsfront FSLNCarlos Fonseca (1936–1976)

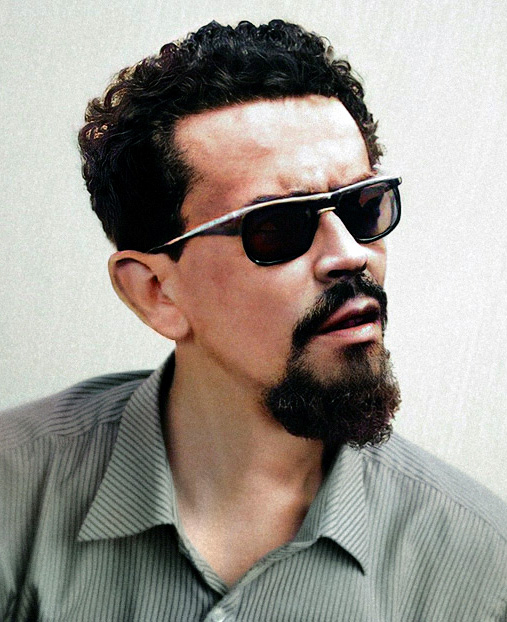
Carlos Fonseca (1936–1976)

- Fonseca, Carlos (* 1987), portugiesischer Fußballspieler
- Fonseca, Catia (* 1969), brasilianische Hörfunk- und Fernsehmoderatorin
- Fonseca, Cosimo Damiano (1932–2025), italienischer Historiker
- Fonseca, Daniel (* 1969), uruguayischer Fußballspieler
- Fonseca, Danny (* 1979), costa-ricanischer Fußballspieler
- Fonseca, David (* 1973), portugiesischer Musiker und Sänger
- Fonseca, Devair Araújo da (* 1968), brasilianischer Geistlicher und römisch-katholischer Bischof von Piracicaba
- Fonseca, Duduka da (* 1951), brasilianischer Schlagzeuger
- Fonseca, Edgar (* 1981), kolumbianischer Radrennfahrer
- Fonseca, Edivaldo Martins da (1962–1993), brasilianischer Fußballspieler
- Fonseca, Ferdinand Joseph (1925–2015), indischer Geistlicher, römisch-katholischer Bischof
- Fonseca, Francis (* 1967), belizischer Politiker, Parteivorsitzender, Oppositionsführer, Minister
- Fonseca, Francisco (* 1979), mexikanischer Fußballspieler
- Fonseca, Fumilay da (* 1988), são-toméische Geherin
- Fonseca, Gonzalo (1922–1997), uruguayischer Bildhauer und Maler
- Fonseca, Graça (* 1971), portugiesische Politikerin (Partido Socialista) und Juristin
- Fonseca, Heitor Rodrigues da (* 2000), brasilianischer Fußballspieler
- Fonseca, Hermes Rodrigues da (1855–1923), brasilianischer Marschall, Politiker und Präsident
- Fonseca, Hermógenes (* 1908), brasilianischer Fußballspieler
- Fonseca, Irene (* 1956), portugiesisch-amerikanische Mathematikerin und Hochschullehrerin
- Fonseca, Isaac Aboab da (1605–1693), portugiesisch-niederländischer Rabbi, Leiter der jüdischen Gemeinde in Recife und Amsterdam
- Fonseca, João (* 2006), brasilianischer TennisspielerJoão Fonseca (* 2006)

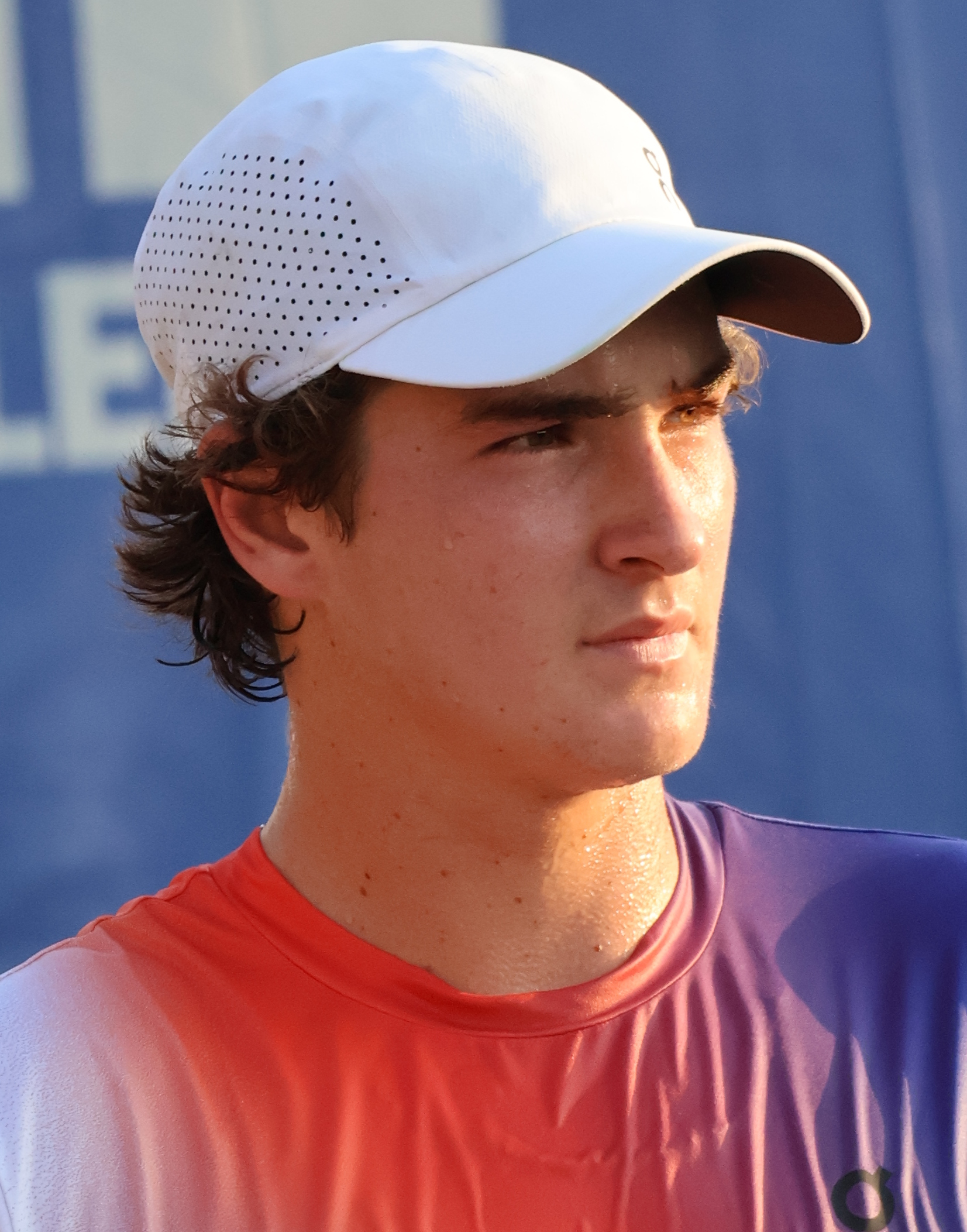
João Fonseca (* 2006)

- Fonseca, João de Barros Ferreira da (1899–1968), portugiesischer Diplomat
- Fonseca, Joaquim da, osttimoresischer Menschenrechtsaktivist und Diplomat
- Fonseca, Jorge (* 1992), portugiesischer Judoka
- Fonseca, Jorge Carlos (* 1950), kap-verdischer Politiker
- Fonseca, José (* 1994), osttimoresischer Fußballspieler
- Fonseca, José Belard da (1889–1969), portugiesischer Bauingenieur
- Fonseca, José Carlos da (1931–2007), brasilianischer Jurist und Politiker
- Fonseca, José Manuel Prostes da (1933–2013), portugiesischer Politiker
- Fonseca, Juan Fernando (* 1979), kolumbianischer Popsänger
- Fonseca, Julio (1885–1950), costa-ricanischer Komponist
- Fonseca, Juninho (* 1958), brasilianischer Fußballspieler
- Fonseca, Leandro (* 1975), brasilianischer Fußballspieler
- Fonseca, Leone Maciel, brasilianischer Politiker
- Fonseca, Lília da (1906–1991), portugiesische Journalistin und Schriftstellerin
- Fonseca, Lyndsy (* 1987), US-amerikanische SchauspielerinLyndsy Fonseca (* 1987)

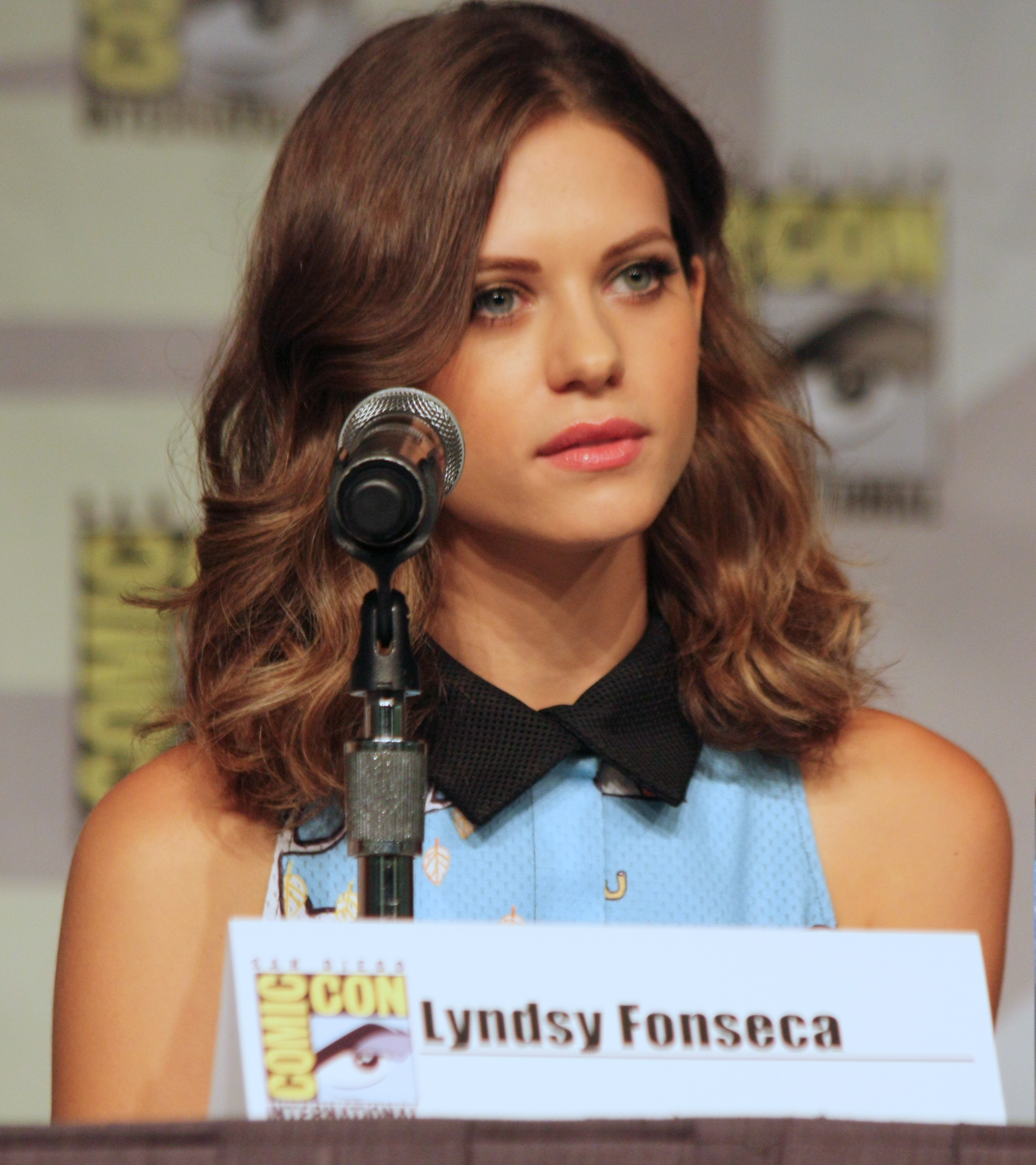
Lyndsy Fonseca (* 1987)

- Fonseca, Mabel (* 1972), puerto-ricanische Ringerin
- Fonseca, Manuel da (1911–1993), portugiesischer Schriftsteller
- Fonseca, Manuel Deodoro da (1827–1892), brasilianischer Politiker und Militär
- Fonseca, Miguel da, portugiesischer Komponist
- Fonseca, Natália (* 1998), angolanische Handballspielerin
- Fonseca, Nelly (1920–1963), peruanische Dichterin
- Fonseca, Paulo (* 1973), portugiesischer Fußballspieler und FußballtrainerPaulo Fonseca (* 1973)

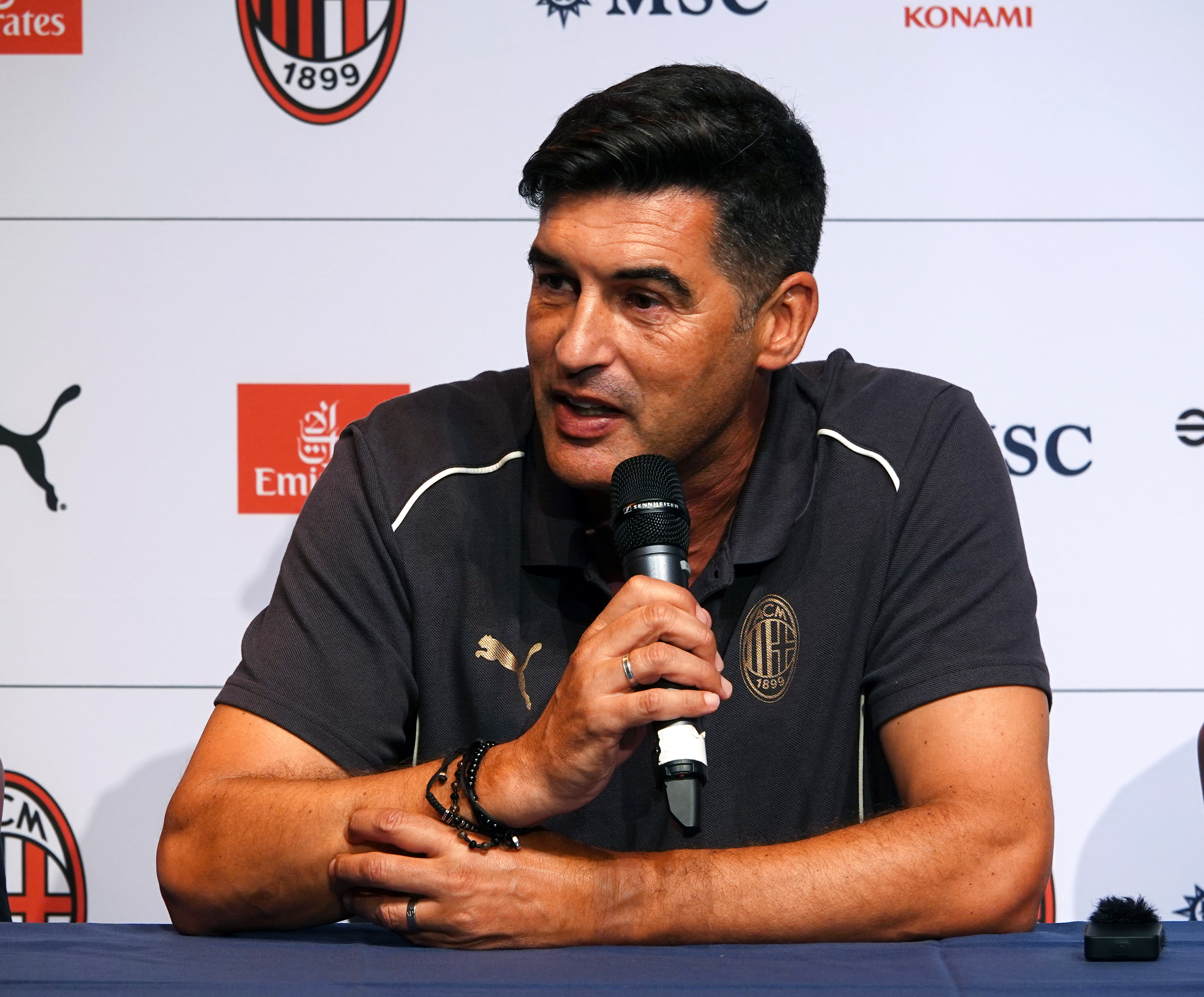
Paulo Fonseca (* 1973)

- Fonseca, Pedro da (1528–1599), portugiesischer Philosoph, Jesuit und Theologe
- Fonseca, Ricardo (* 1981), portugiesischer Handballschiedsrichter
- Fonseca, Roberto (* 1975), kubanischer Jazzpianist
- Fonseca, Rolando (* 1974), costa-ricanischer Fußballspieler
- Fonseca, Rubem (1925–2020), brasilianischer Schriftsteller und Drehbuchautor
- Fonseca, Sara (* 1978), deutsche Schauspielerin und Musicaldarstellerin
- Fonseca, Tomás da (1877–1968), portugiesischer Politiker und Schriftsteller
- Fonseca, Wilson Rodrigues (* 1985), brasilianischer Fußballspieler
- Fonseca, Zélia (* 1960), brasilianische Musikerin
- Fonseca-Wollheim, Hermann da (1851–1938), deutscher Marineoffizier, zuletzt Konteradmiral
- Fonseca-Wollheim, Kristina da (* 1972), deutsche Mittel- und Langstreckenläuferin
- Fonseka, Sarath (* 1950), sri-lankischer Politiker und ehemaliger General
- Fonsèque, Raymond (1930–2011), französischer Jazzmusiker
- Fonsi, Luis (* 1978), puerto-ricanisch-amerikanischer Latin-Pop-Sänger und SongwriterLuis Fonsi (* 1978)

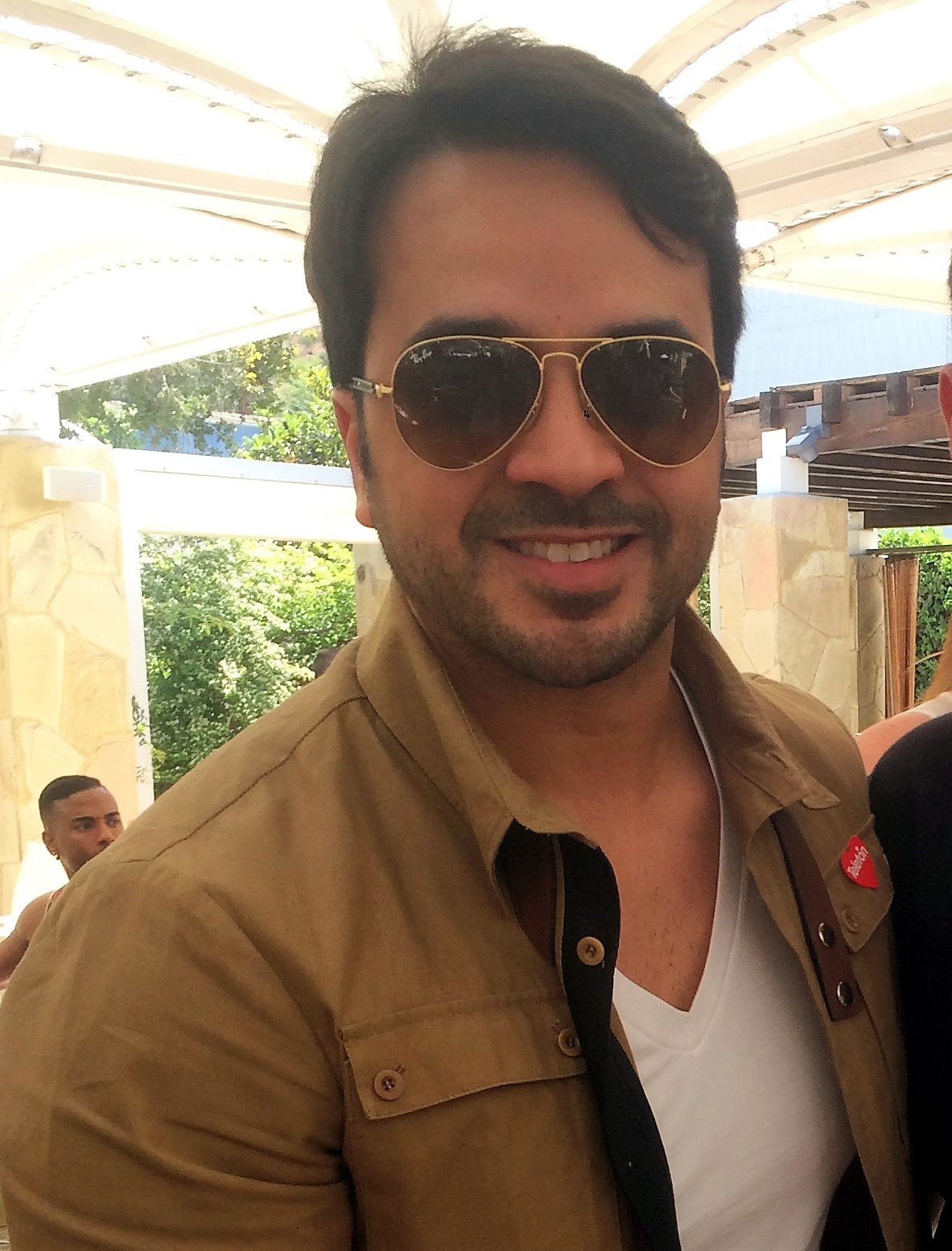
Luis Fonsi (* 1978)

- Fonsmark, Anne-Birgitte (* 1950), dänische Kunsthistorikerin, Kuratorin und Museumsleiterin
- Fonso, Antonio (* 1969), deutsch-italienischer Eishockeyspieler
- Fønss, Aage (1887–1976), dänischer Sänger, Theater- und Filmschauspieler
- Fønss, Olaf (1882–1949), dänischer Stummfilmschauspieler
- Fonssagrives, Lisa (1911–1992), schwedisches Modell
- Fonst, Ramón (1883–1959), kubanischer Fechter
- Fonstad, Karen Wynn (1945–2005), US-amerikanische Schriftstellerin und Kartografin

### Font
- Font de Mora, Rafael (* 1968), spanischer Tennisspieler
- Font Garcia, Francesco (1905–1961), spanischer römisch-katholischer Ordensgeistlicher, Apostolischer Präfekt von Wankie
- Font López, Edmundo (* 1953), mexikanischer Botschafter
- Font y Farrés, Ramón (1874–1947), spanischer Geistlicher, römisch-katholischer Bischof von Tarija
- Font, Alfonso (* 1946), spanischer Comicautor
- Font, Anamaría (* 1959), venezolanische Physikerin und Hochschullehrerin
- Font, Daniel (* 1993), walisischer Badmintonspieler
- Font, Héctor (* 1984), spanischer Fußballspieler
- Font, Jordi (* 1975), spanischer Snowboarder
- Font, Roberto (1904–1981), mexikanischer Schauspieler
- Font, Teresa (* 1956), spanische Filmeditorin
- Font, Waldemar, kubanischer Boxer

#### Fonta
- Fontagné, Lionel (* 1958), französischer Wirtschaftswissenschaftler und Professor
- Fontagnier, Mikis, deutscher Regisseur, Art Director und Musikvideoproduzent
- Fontain, Aaron (* 2003), österreichischer Fußballspieler
- Fontain, Agathe (* 1951), grönländische Politikerin (Inuit Ataqatigiit)
- Fontaine, Anne (1908–2004), Schweizer Schriftstellerin
- Fontaine, Anne (* 1959), französische Schauspielerin, Filmregisseurin und DrehbuchautorinAnne Fontaine (* 1959)

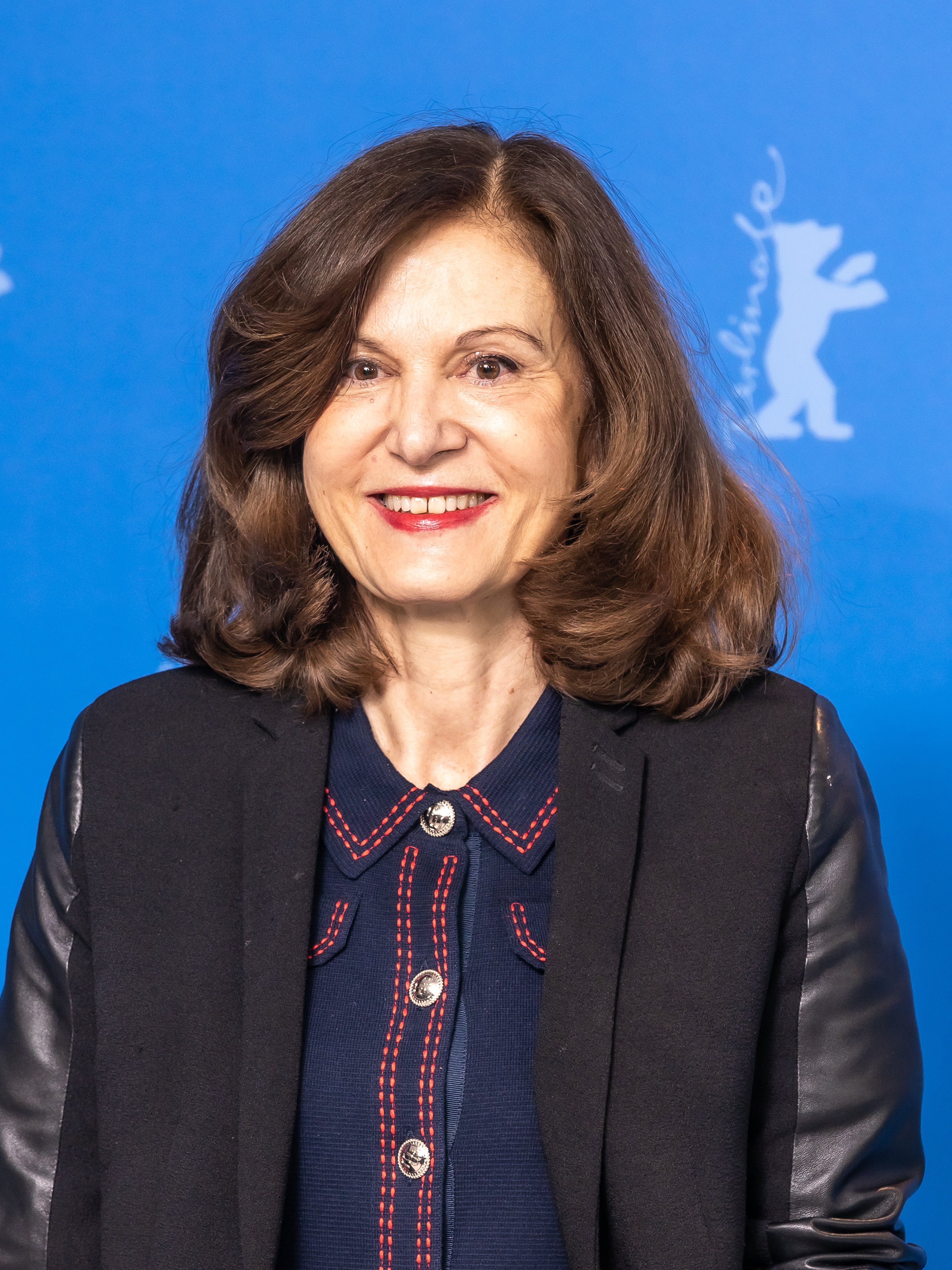
Anne Fontaine (* 1959)

- Fontaine, Antonin (1900–1979), französischer Autorennfahrer
- Fontaine, Audrey (* 1992), französische Badmintonspielerin
- Fontaine, Brigitte (* 1939), französische Sängerin, Schauspielerin und Schriftstellerin
- Fontaine, Charles (1513–1588), französischer Dichter und Übersetzer
- Fontaine, Charles-Aloyse (1754–1834), Schweizer Jesuit
- Fontaine, Daniel (* 1989), deutscher Handballspieler
- Fontaine, Eddie (1927–1992), US-amerikanischer Rockabilly-Musiker
- Fontaine, Frank (1920–1978), US-amerikanischer Komiker und Sänger
- Fontaine, Georges (1900–1969), französischer Kunsthistoriker
- Fontaine, Gianni, Filmregisseur
- Fontaine, Hans (1880–1958), deutscher Veterinärmediziner und Offizier, zuletzt Generalstabsveterinär
- Fontaine, Henri (1925–2018), französischer Fußballspieler und -trainer
- Fontaine, Hippolyte (1833–1910), französischer Industrieller
- Fontaine, Jean-Marc (1944–2019), französischer Mathematiker
- Fontaine, Jean-Pascal (* 1989), französischer Fußballspieler
- Fontaine, Joan (1917–2013), US-amerikanische FilmschauspielerinJoan Fontaine (1917–2013)

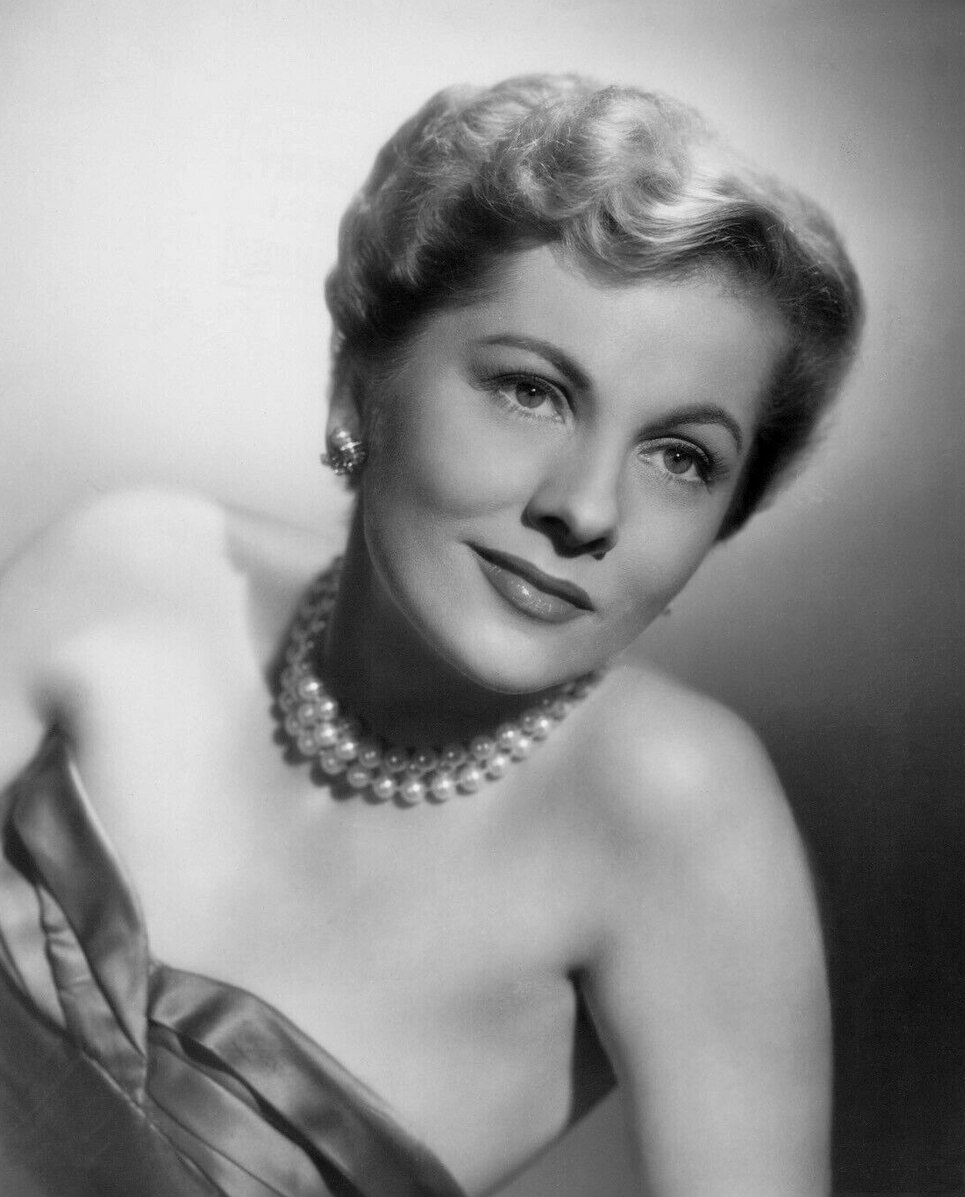
Joan Fontaine (1917–2013)

- Fontaine, Johna (* 2000), deutsche Schauspielerin
- Fontaine, Just (1933–2023), französischer Fußballspieler und -trainer
- Fontaine, Justin (* 1987), kanadischer Eishockeyspieler
- Fontaine, Lamar (1841–1921), US-amerikanischer Soldat im Sezessionskrieg und Schriftsteller
- Fontaine, Léa (* 2001), französische Judoka
- Fontaine, Liam (* 1986), englischer Fußballspieler
- Fontaine, Lillian (1886–1975), britische Schauspielerin
- Fontaine, Louise Marie Madeleine (1706–1799), Französin, begründete einen Salon auf Schloss Chenonceau
- Fontaine, Madeline, französische Kostümbildnerin
- Fontaine, Maurice (1919–2015), französischer Politiker
- Fontaine, Miha (* 2004), kanadischer Freestyle-Skisportler
- Fontaine, Mike, Maskenbildner
- Fontaine, Miriam (* 1988), österreichische Schauspielerin
- Fontaine, Nasio (* 1969), dominicanischer Rastafari und Reggae-Musiker
- Fontaine, Nicolas (* 1970), kanadischer Freestyle-Skisportler
- Fontaine, Nicole (1942–2018), französische Politikerin (UDF, UMP), MdEP
- Fontaine, Nika (* 1985), kanadische Transgender-Künstlerin
- Fontaine, Paul († 2025), US-amerikanischer Jazzmusiker (Trompete) und Hochschullehrer
- Fontaine, Paul (* 1954), belgischer Klassischer Archäologe
- Fontaine, Paul Bernard de (1576–1643), Kommandeur der spanischen Infanterie während des Achtzigjährigen Krieges
- Fontaine, Phil (* 1944), indianischer Stammesführer und Politiker
- Fontaine, Pierre, Komponist der burgundischen Schule im späten Mittelalter
- Fontaine, Pierre-François-Léonard (1762–1853), französischer Architekt
- Fontaine, René (1899–1979), französischer Chirurg
- Fontaine, Robert (* 1980), französischer Schachgroßmeister
- Fontaine, Stella (1889–1966), niederländische Kabarettistin und Sängerin
- Fontaine, Stéphane, französischer Kameramann
- Fontaine, Susanne (* 1961), deutsche Musikwissenschaftlerin und Hochschullehrerin
- Fontaine, Thomas (* 1991), madagassisch-französischer Fußballspieler
- Fontaine, Werner (1881–1962), deutscher Jurist und Sachbuchautor, Honorarprofessor, Amts- und Landgerichtsdirektor
- Fontaine, Yvette (* 1946), belgische Autorennfahrerin
- Fontán, Ana María (1928–2011), argentinische Sprinterin
- Fontán, Antonio (1923–2010), spanischer Sprachwissenschaftler, Journalist und Politiker
- Fontán, Claudia (* 1966), argentinische Schauspielerin
- Fontan, Élodie (* 1987), französische SchauspielerinÉlodie Fontan (* 1987)

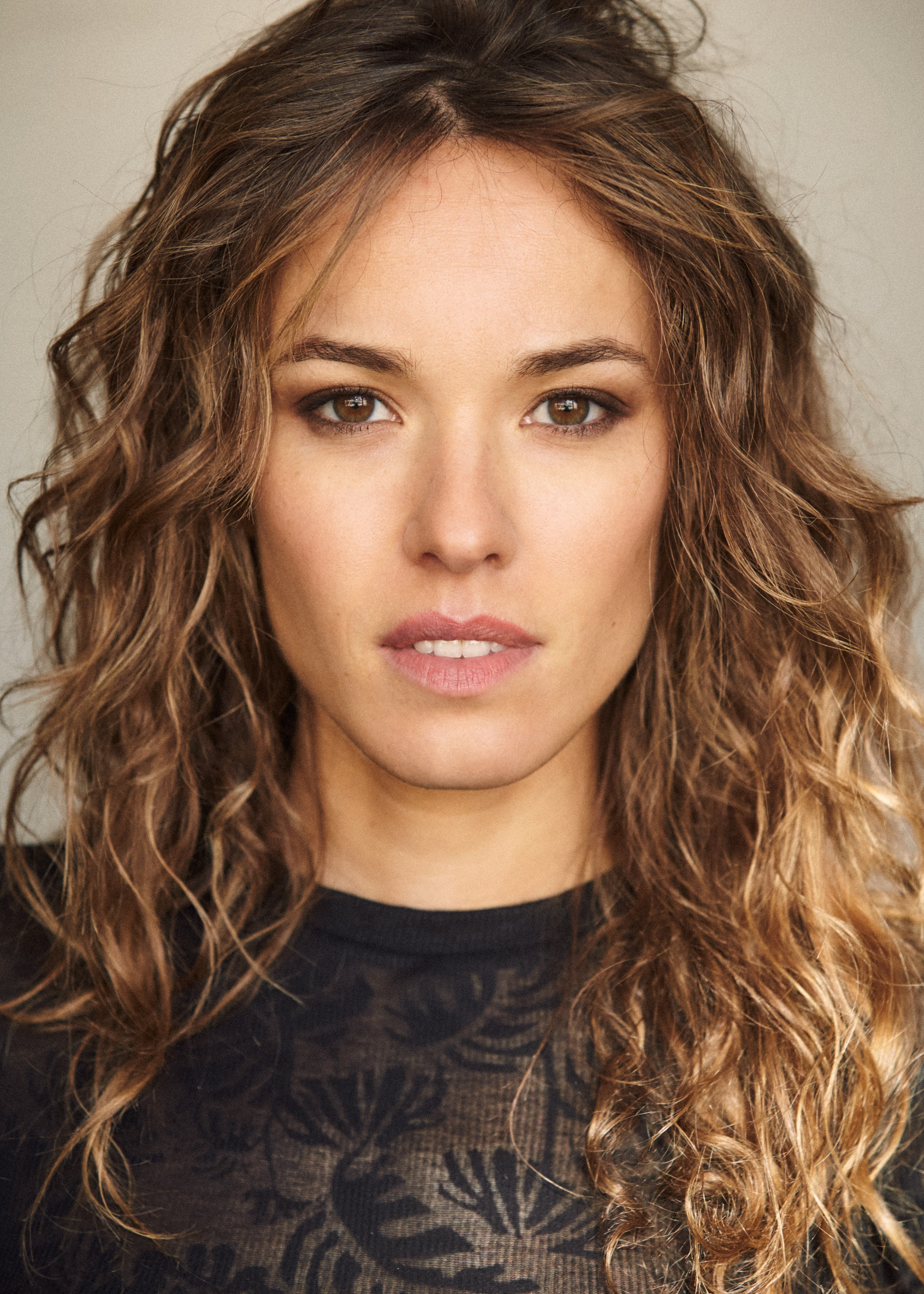
Élodie Fontan (* 1987)

- Fontàn, Laia (* 1995), spanische Schauspielerin
- Fontan, Pierre (1882–1952), französischer Okzitanist und Dichter okzitanischer Sprache
- Fontán, Roxana (* 1965), argentinische Tangosängerin
- Fontan, Valeria (* 1980), argentinische Gewichtheberin
- Fontan, Victor (1892–1982), französischer Radrennfahrer
- Fontana i Lázaro, Josep (1931–2018), spanischer Historiker
- Fontana, Adriano (* 1946), Schweizer Immunologe und Hochschullehrer
- Fontana, Alex (* 1992), Schweizer Automobilrennfahrer
- Fontana, Andreas (* 1982), Schweizer Filmregisseur und Drehbuchautor
- Fontana, Annemie (1925–2002), Schweizer Künstlerin und Bildhauerin
- Fontana, Annibale (1540–1587), italienischer Bildhauer, Medailleur und Ziseleur des Manierismus
- Fontana, Anthony (* 1999), US-amerikanischer Fußballspieler
- Fontana, Antonio (1784–1865), Schweizer römisch-katholischer Geistlicher und Pädagoge
- Fontana, Arianna (* 1990), italienische Shorttrackerin
- Fontana, Attilio (* 1952), italienischer Politiker (Lega Nord)
- Fontana, Baldassare (1661–1733), schweizerisch-italienischer Architekt, Bildhauer und Stuckateur des Barock
- Fontana, Barbra (* 1965), US-amerikanische Beachvolleyballspielerin
- Fontana, Benedikt († 1499), Schweizer Vogt und Ministerialer
- Fontana, Benedikt (1926–2021), Schweizer Psychiater
- Fontana, Bill (* 1947), US-amerikanischer Klangkünstler
- Fontana, Bruno (* 1936), italienischer Autor, Drehbuchautor und Filmregisseur
- Fontana, Carl (1928–2003), US-amerikanischer Jazzposaunist
- Fontana, Carlo (1638–1714), schweizerisch-italienischer Architekt, Bildhauer und Ingenieur
- Fontana, Carlo (1906–1968), Schweizer Offizier
- Fontana, Carlo d’Ottavio (1774–1832), Schweizer Geschäftsmann und Sammler
- Fontana, Corsin (* 1944), Schweizer Künstler (Objektkunst, Zeichnung, Holzschnitt, Malerei, Film, Aktionskunst, Installation und Kunst am Bau)
- Fontana, D. J. (1931–2018), US-amerikanischer Rock'n'Roll-SchlagzeugerD. J. Fontana (1931–2018)

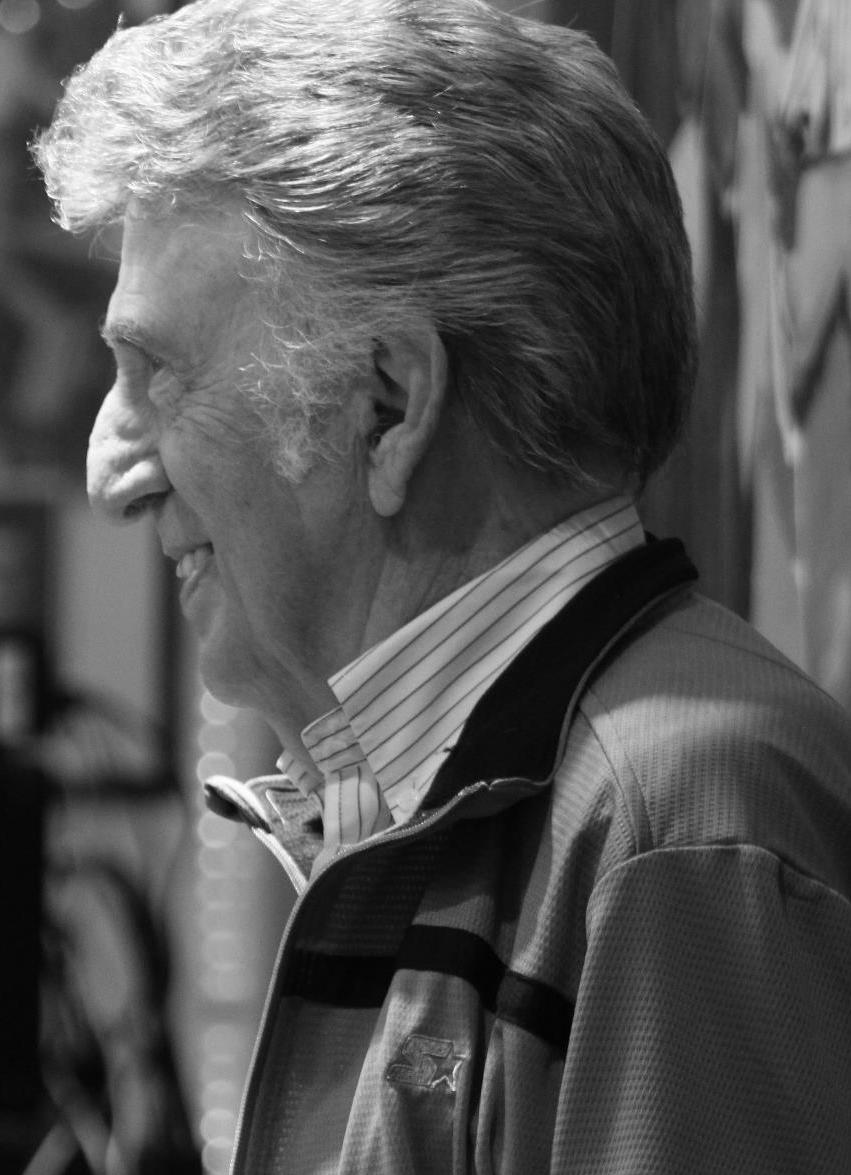
D. J. Fontana (1931–2018)

- Fontana, Daniel (* 1975), argentinisch-italienischer Triathlet
- Fontana, Domenico (1543–1607), römischer Architekt der späten Renaissance
- Fontana, Dorothy (1939–2019), US-amerikanische Drehbuchautorin
- Fontana, Eszter (* 1948), ungarische Musikhistorikerin, Museumsdirektorin und Hochschullehrerin
- Fontana, Fabrizio († 1695), italienischer Organist und Komponist
- Fontana, Felice (1730–1805), italienischer Naturwissenschaftler
- Fontana, Ferdinando (1850–1919), italienischer Dramatiker, Librettist, Lyriker und Übersetzer
- Fontana, Francesco, italienischer Astronom
- Fontana, Francesco (1668–1708), italienischer Architekt
- Fontana, Francesco (1750–1822), italienischer römisch-katholischer Ordensgeistlicher, Kurienkardinal
- Fontana, Gerardo (* 1953), italienischer Filmregisseur und Drehbuchautor
- Fontana, Giacomo (1710–1773), polnischer Architekt des Barocks
- Fontana, Gian (1897–1935), Schweizer Schriftsteller und Lehrer
- Fontana, Giorgio (* 1981), italienischer Schriftsteller und Journalist
- Fontana, Giovanni Battista († 1587), italienischer Künstler
- Fontana, Giovanni Battista (1589–1630), italienischer Violinist und Komponist des Frühbarock
- Fontana, Giuliano (* 1948), italienischer Radrennfahrer
- Fontana, Giuseppe († 1826), italienischer römisch-katholischer Geistlicher, Zisterzienser, Abt und Generalabt
- Fontana, Gregorio (1735–1803), italienischer Mathematiker
- Fontana, Isabeli (* 1983), brasilianisches Model
- Fontana, Ivano (1926–1993), italienischer Boxer
- Fontana, Jean-Claude (1929–2020), Schweizer Fotograf und Kulturschaffender
- Fontana, Jimmy (1934–2013), italienischer Sänger, Komponist und Schauspieler
- Fontana, José de Anchieta (1940–1980), brasilianischer Fußballspieler
- Fontana, Josef (* 1937), italienischer Südtirolaktivist, Mitglied des Befreiungsausschuss Südtirol
- Fontana, Józef (1676–1739), italienisch-polnischer Architekt des Barocks
- Fontana, Julian (1810–1869), polnischer Pianist und Komponist
- Fontana, Lavinia (1552–1614), italienische MalerinLavinia Fontana (1552–1614)

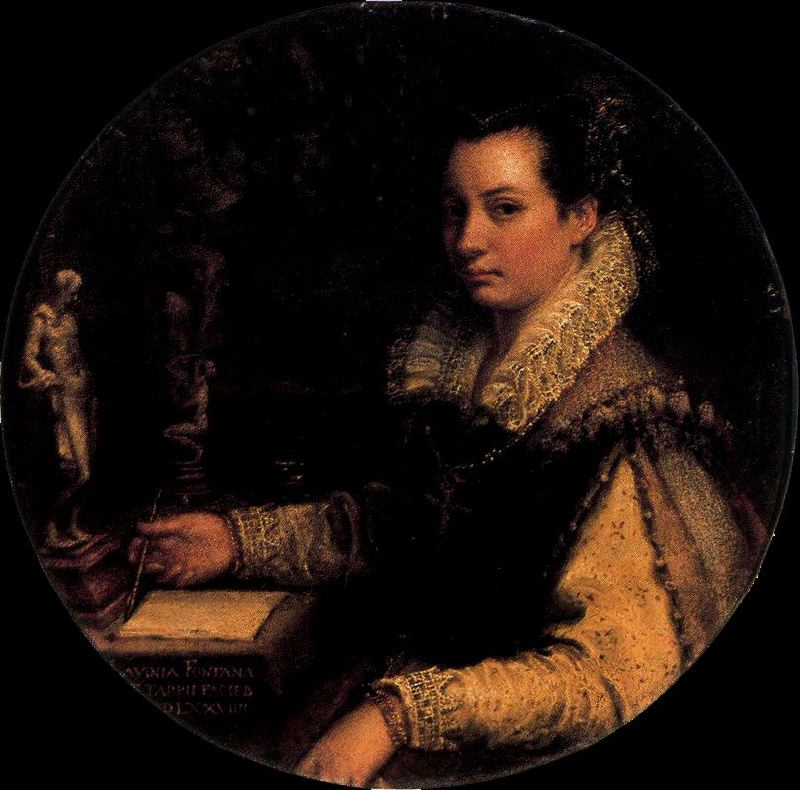
Lavinia Fontana (1552–1614)

- Fontana, Lenny (* 1968), US-amerikanischer House-DJ
- Fontana, Lito (* 1962), italienisch-argentinischer Posaunist
- Fontana, Lorenzo (* 1980), italienischer Politiker
- Fontana, Lorenzo (* 1996), italienischer Ruderer
- Fontana, Lucio (1899–1968), italienischer Maler und BildhauerLucio Fontana (1899–1968)

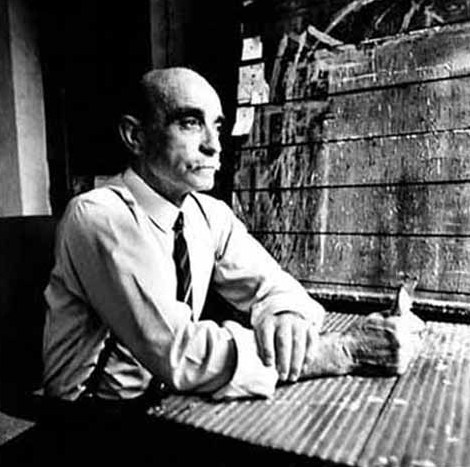
Lucio Fontana (1899–1968)

- Fontana, Ludwig (1824–1894), russischer Architekt
- Fontana, Luis Jorge (1846–1920), argentinischer Naturforscher, Militär und Stadtgründer
- Fontana, Magalí (* 1979), argentinische Tangosängerin
- Fontana, Marco Aurelio (* 1984), italienischer Radrennfahrer
- Fontana, Marino (1936–2013), italienischer Radrennfahrer
- Fontana, Norberto (* 1975), argentinischer Automobilrennfahrer
- Fontana, Oskar Maurus (1889–1969), österreichischer Erzähler, Dramatiker, Lyriker, Theaterkritiker und Journalist
- Fontana, Paolo (1696–1765), italienisch-ukrainischer Architekt
- Fontana, Prospero (1512–1597), italienischer Maler
- Fontana, Riccardo (* 1947), italienischer Geistlicher, römisch-katholischer Erzbischof und emeritierter Bischof von Arezzo-Cortona-Sansepolcro
- Fontana, Rod (* 1952), US-amerikanischer Pornodarsteller und Regisseur
- Fontana, Sina (* 1986), deutsche Rechtswissenschaftlerin und Professorin
- Fontana, Summer (* 2008), US-amerikanische Schauspielerin
- Fontana, Théodore (1850–1907), Schweizer Jurist und Politiker
- Fontana, Trude (1910–1998), österreichische Schriftstellerin
- Fontana, Ugo (* 1898), Schweizer Fussballspieler
- Fontana, Vittoria (* 2000), italienische Sprinterin
- Fontanarrosa, Roberto (1944–2007), argentinischer Comiczeichner
- Fontane, Elise (1838–1923), jüngste Schwester Theodor Fontanes
- Fontane, Emilie (1824–1902), Ehefrau des Dichters Theodor Fontane
- Fontane, Emilie Louise (1798–1869), Mutter des Dichters Theodor Fontane
- Fontane, Friedrich (1864–1941), deutscher Buchhändler und Verleger
- Fontane, George (1851–1887), Sohn des Dichters Theodor Fontane und Hauptmann in der kaiserlichen deutschen Armee
- Fontane, Louis Henri (1796–1867), deutscher Apotheker, Vater des Schriftstellers Heinrich Theodor Fontane
- Fontane, Martha (1860–1917), Tochter Theodor Fontanes, Vorbild mehrerer Romanfiguren
- Fontane, Otto (1887–1958), deutscher Marineoffizier, zuletzt Kapitän zur See der Kriegsmarine
- Fontane, Theodor (1819–1898), deutscher Schriftsteller und ApothekerTheodor Fontane (1819–1898)

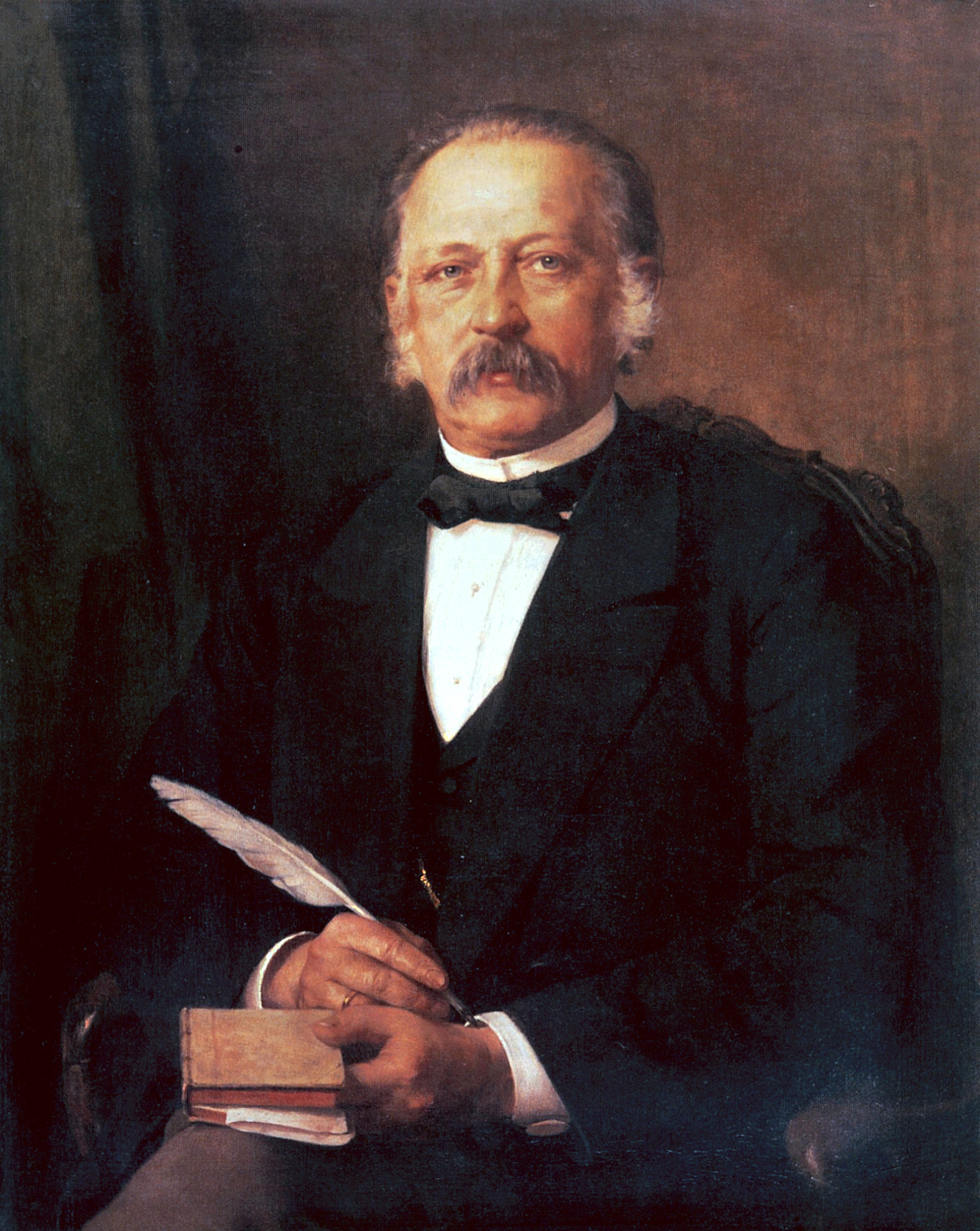
Theodor Fontane (1819–1898)

- Fontane, Theodor jun. (1856–1933), deutscher Intendanturbeamter
- Fontanel, Adolphe (1818–1879), Schweizer Mediziner und Politiker
- Fontanel, Béatrice (* 1957), französische Journalistin und Schriftstellerin
- Fontanel, Geneviève (1936–2018), französische Theater- und Filmschauspielerin
- Fontanella, Dario (* 1952), italienischer Speiseeishersteller in Mannheim und Erfinder des Spaghettieis (1969)
- Fontanella, Emilio (* 1881), italienischer Ruderer
- Fontanellaz, Martin (* 1992), Schweizer Schriftsteller
- Fontanelli, Fabiano (* 1965), italienischer Radrennfahrer und Sportlicher Leiter
- Fontanelli, Sigfrido (1947–2004), italienischer Radrennfahrer
- Fontanes, Louis de (1757–1821), französischer Politiker, Pair von Frankreich, Dichter und Journalist
- Fontanesi, Antonio (1818–1882), italienischer Maler
- Fontanesi, Joseph († 1795), kurpfälzischer Geheimrat, Förderer der Stadt Frankenthal (Pfalz)
- Fontanet, Guy (1927–2014), Schweizer Anwalt und Politiker (CVP)
- Fontanet, Jean-Claude (1925–2009), Schweizer Schriftsteller
- Fontanet, José (1900–1941), spanischer Wasserballspieler
- Fontanet, Joseph (1921–1980), französischer Politiker (MRP), Mitglied der Nationalversammlung
- Fontanet, Nathalie (* 1965), Schweizer Politikerin (FDP)
- Fontanet, Noël (1898–1982), italienisch-schweizerischer Grafiker, Zeichner, Bühnenbildner, Karikaturist, Plakatkünstler und Maler
- Fontaney, Antoine (1803–1837), französischer Schriftsteller
- Fontanez, Jules (1875–1918), Schweizer Maler, Karikaturist und Illustrator
- Fontang, Frédéric (* 1970), französischer Tennisspieler
- Fontanges, Celine (* 1977), deutsche Synchronsprecherin
- Fontanilla, Kiara (* 2000), US-amerikanisch-philippinische Fußballtorhüterin
- Fontanilla, Pedro (1856–1931), spanischer Pianist, Komponist, Musikwissenschaftler und -pädagoge
- Fontanille, Jacques (* 1948), französischer Semiotiker
- Fontanini, Giusto (1666–1736), römisch-katholischer Erzbischof
- Fontanive, Jeannine, Schweizer Fussballspielerin
- Fontanive, Nicola (* 1985), italienischer Eishockeyspieler
- Fontanive, Petra (* 1988), Schweizer Hürdenläuferin
- Fontanne, Lynn (1887–1983), britische Film- und TheaterschauspielerinLynn Fontanne (1887–1983)

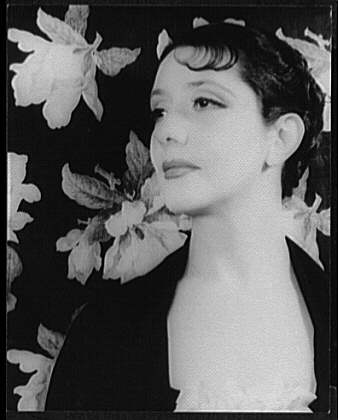
Lynn Fontanne (1887–1983)

- Fontanot, Spartaco (1922–1944), französischer Widerstandskämpfer
- Fontàs, Andreu (* 1989), spanischer Fußballspieler

#### Fontb
- Fontbona, Iris, chilenische Unternehmerin

#### Fontc
- Fontcuberta, Joan (* 1955), katalanischer Fotograf

#### Fonte
- Fonte, César (* 1986), portugiesischer Straßenradrennfahrer
- Fonte, José (* 1983), portugiesischer Fußballspieler
- Fonte, Maria Inês (* 2002), portugiesische Tennisspielerin
- Fonte, Rui (* 1990), portugiesischer Fußballspieler
- Fontebasso, Francesco (1707–1769), italienischer Maler
- Fontecchio, Daniele (* 1960), italienischer Hürdenläufer
- Fontecchio, Simone (* 1995), italienischer BasketballspielerSimone Fontecchio (* 1995)

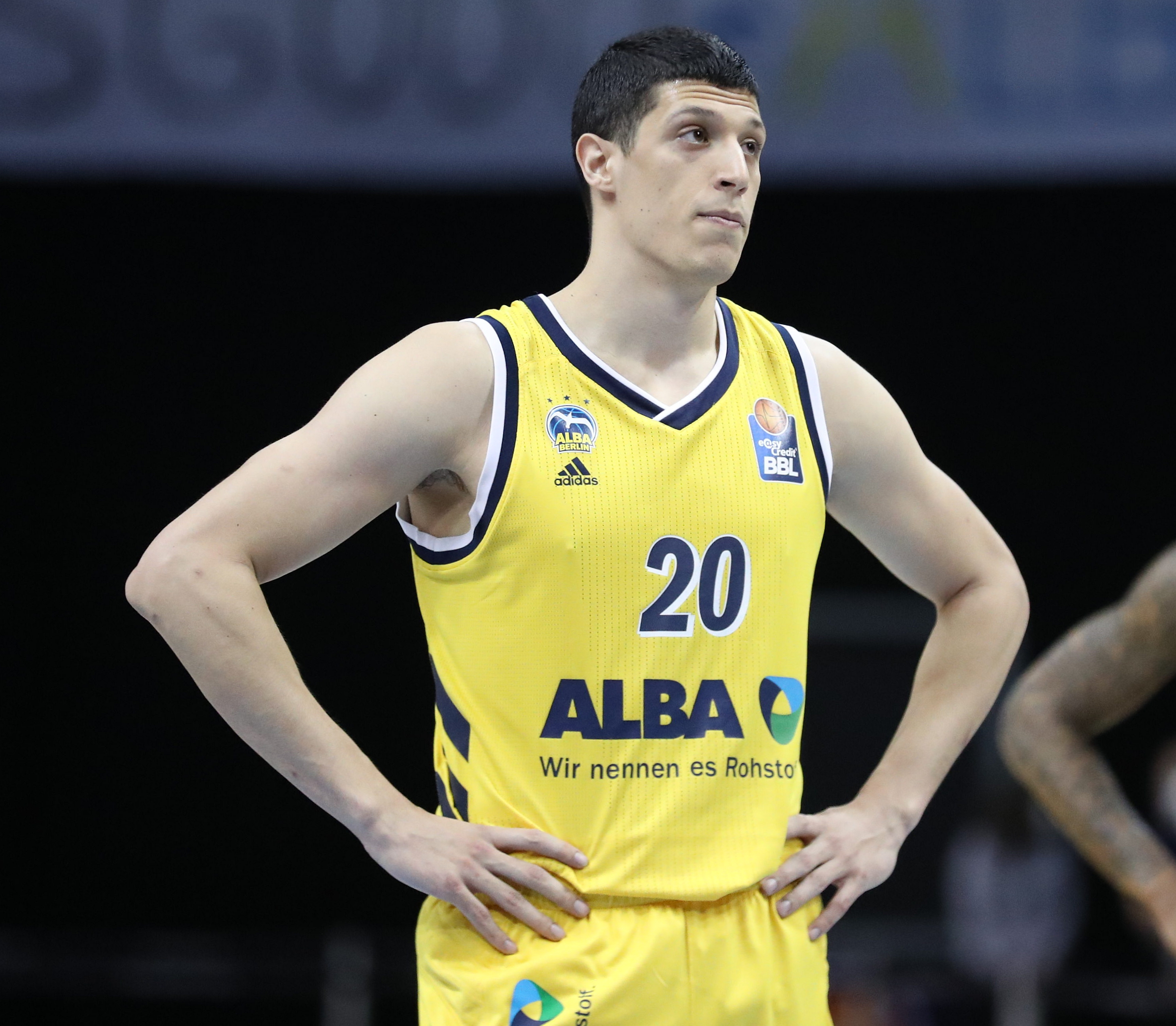
Simone Fontecchio (* 1995)

- Fontecilla, Andrés (* 1967), kanadischer Politiker
- Fonteius Agrippa, Gaius († 70), römischer Suffektkonsul 58
- Fonteius Capito († 68), römischer Senator
- Fonteius Capito, Gaius, römischer Konsul 12
- Fonteius Capito, Gaius, römischer Politiker und Konsul des Jahres 59 n. Chr.
- Fonteius Capito, Gaius, römischer Suffektkonsul
- Fonteles, Paulo (1949–1987), brasilianischer Widerstandskämpfer
- Fontem Esua, Cornelius (* 1943), kamerunischer Geistlicher, emeritierter römisch-katholischer Erzbischof von Bamenda
- Fontenaille-N’Diaye, Élise (* 1960), französische Schriftstellerin
- Fontenay, Charles L. (1917–2007), amerikanischer Science-Fiction-Autor und Künstler
- Fontenay, Élisabeth de (* 1934), französische Philosophin
- Fontenay, Gervaise de, Notname
- Fontenay, Jean-Pierre (* 1957), französischer Rallye-Raid-Fahrer, Mitorganisator der Rallye Dakar und Gewinner der Rallye Dakar 1998
- Fontenay, John († 1835), Schiffsmakler, Reeder und KaufmannJohn Fontenay († 1835)

John Fontenay († 1835)

- Fontenay, Saboureux de, französischer Gehörloser
- Fontené, Georges (1848–1923), französischer Mathematiker
- Fonteneau, Pascale (* 1963), französische Journalistin und Schriftstellerin
- Fontenel, Chelsea (* 2004), Schweizer Tennisspielerin
- Fontenelle, Bernard le Bovier de (1657–1757), französischer Schriftsteller
- Fontenla, Jorge (1927–2016), argentinischer Pianist, Dirigent und Komponist
- Fontenla, Jorge Gabriel (* 1950), argentinischer Dirigent, Chorleiter und Musikpädagoge
- Fonteno, Megan (* 1993), US-amerikanische Freistilschwimmerin (Amerikanisch-Samoa)
- Fonteno, Shawn (* 1968), US-amerikanischer Rapper, Schauspieler und Synchronsprecher
- Fontenot, Canray (1922–1995), US-amerikanischer Cajun-Musiker
- Fontenot, Mike (* 1980), US-amerikanischer Major League Baseball-Spieler
- Fontenoy, Maud (* 1977), französische Wassersportlerin
- Fontenrose, Joseph Eddy (1903–1986), US-amerikanischer Klassischer Philologe und Religionswissenschaftler
- Fontes de Matos, Dulcênio (* 1958), brasilianischer Geistlicher, römisch-katholischer Bischof von Campina Grande
- Fontes Pereira de Melo, António Maria de (1819–1887), portugiesischer Politiker und Staatsmann
- Fontes, Amando (1899–1967), brasilianischer Schriftsteller und Politiker
- Fontes, Dagoberto (1943–2024), uruguayischer Fußballspieler
- Fontes, Erica (* 1991), portugiesische PornodarstellerinErica Fontes (* 1991)

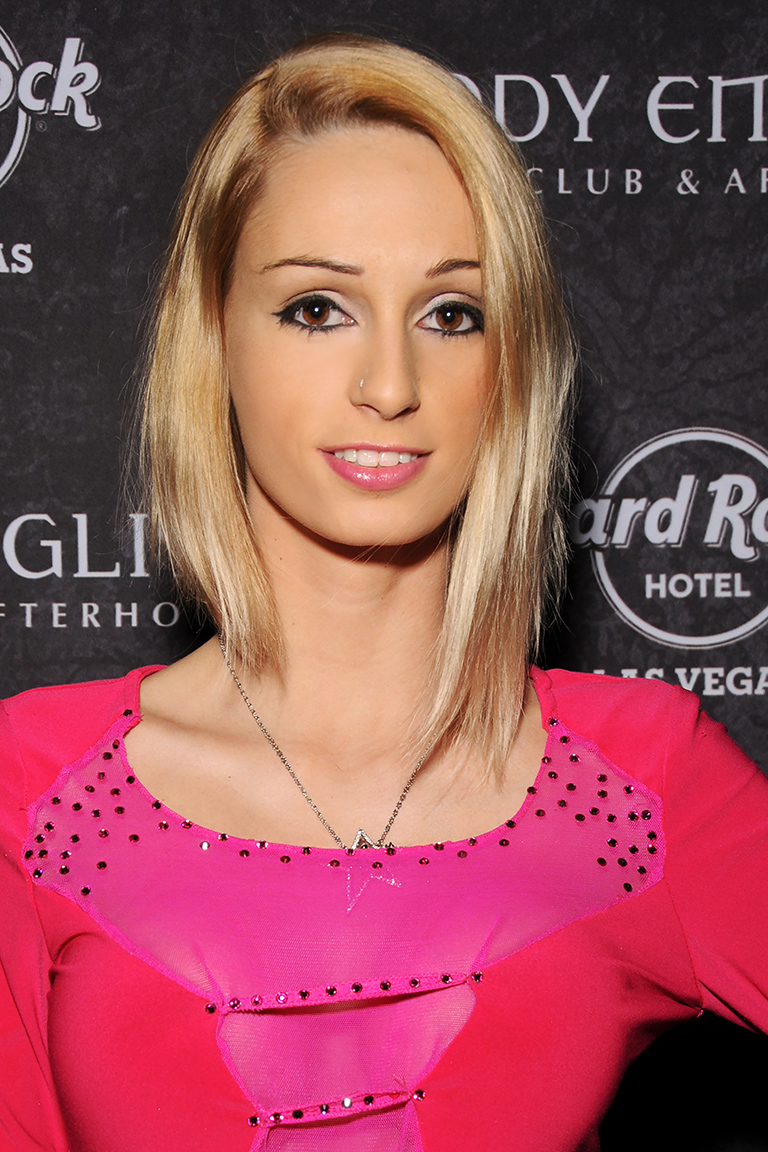
Erica Fontes (* 1991)

- Fontes, Fernando (1948–2009), venezolanischer Radrennfahrer
- Fontes, Hermes (1888–1930), brasilianischer Schriftsteller
- Fontes, Ignacio (* 1998), spanischer Leichtathlet
- Fontés, Luis (1912–1940), englischer Autorennfahrer und Flieger
- Fontes, Yaí (* 1988), uruguayischer Fußballspieler
- Fonteyn, Margot (1919–1991), britische Tänzerin
- Fonteyne, Karen (* 1969), kanadische Synchronschwimmerin
- Fonteyne, Val (* 1933), kanadischer Eishockeyspieler

#### Fonth
- Fontheim, Joachim (1922–2007), deutscher Theaterregisseur und Theaterintendant
- Fontheim, Matthias (* 1956), deutscher Theaterregisseur und Theaterintendant

#### Fonti
- Fontijn, Nouchka (* 1987), niederländische Boxerin
- Fontinele de Melo, Antônio (* 1968), brasilianischer Geistlicher und römisch-katholischer Bischof von Humaitá
- Fontius, Martin (* 1934), deutscher Literaturwissenschaftler, Romanist

#### Fontl
- Fontleroy, William (* 1978), US-amerikanischer Basketballspieler

#### Fontm
- Fontmichel, Hippolyte de (1799–1874), französischer Komponist

#### Fonto
- Fontolan, Davide (* 1966), italienischer Fußballspieler
- Fontolan, Silvano (* 1955), italienischer Fußballspieler
- Fontoura de Sequeira, José Luís (* 1905), portugiesischer Offizier und Kolonialverwalter
- Fontoura, Adelino (1859–1884), brasilianischer Dichter und Journalist
- Fontoura, Álvaro Eugénio Neves da (1891–1975), portugiesischer Minister der Kolonien, Gouverneur von Portugiesisch-Timor, Militär
- Fontoura, João Neves da (1887–1963), brasilianischer Politiker und Diplomat
- Fontoura, Lyle Amaury Tarrisse da (* 1926), brasilianischer Diplomat
- Fontova i Planes, Conrad Abelard (1865–1923), katalanischer Pianist und Komponist
- Fontova i Planes, Lleó (1875–1949), katalanisch-argentinischer klassischer Violinist

#### Fonts
- Fontserè i Riba, Eduard (1870–1970), katalanischer Meteorologe, Seismologe und Astronom
- Fontserè, Josep (* 1829), spanischer Architekt des katalanischen Modernismus

#### Fonty
- Fontyn, Jacqueline (* 1930), belgische Komponistin und Professorin

### Fonu
- Fonua, Amini (* 1989), tongaischer Schwimmer

### Fonv
- Fonvieille, Raymond (1942–2022), französischer Eisschnellläufer
- Fonvielle, Wilfrid de (1824–1914), Schriftsteller

### Fonw
- Fonwisin, Denis Iwanowitsch (1745–1792), russischer Satiriker und KomödiendichterDenis Iwanowitsch Fonwisin (1745–1792)

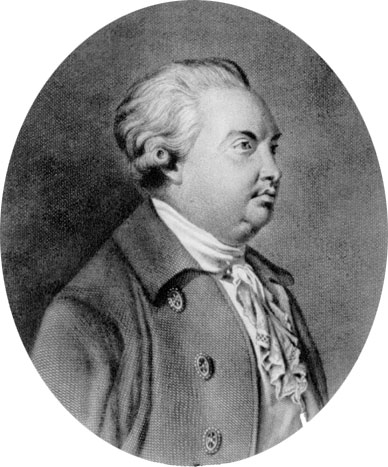
Denis Iwanowitsch Fonwisin (1745–1792)

- Fonwisin, Michail Alexandrowitsch (1787–1854), russischer Generalmajor, Saint-Simonist, Schriftsteller und Dekabrist
- Fonwisina, Natalja Dmitrijewna (1803–1869), Ehefrau des Dekabristen Michail Alexandrowitsch Fonwisin

### Fonz
- Fonzerelli, irischer Discjockey
- Fonzi, Bartolomeo († 1562), venezianischer Franziskaner und evangelischer Märtyrer
- Fonzi, Dolores (* 1978), argentinische Schauspielerin
- Fonzi, Gaeton (1935–2012), US-amerikanischer Journalist